# Quilmes Rock 2008
El Quilmes Rock 2008 és un festival de música desenvolupat a Buenos Aires, Argentina en 4 jornades en els dies 30 de març i 4, 5 i 6 d'abril de 2008, a l'estadi de River Plate.
El festival va comptar amb la presència de bandes internacionals de la talla d'Ozzy Osbourne, Korn, i Lenny Kravitz.

## Dia 1 (30 de març)
- Ozzy Osbourne
- Korn
- Rata Blanca
- Black Label Society
- Carajo

## Dia 2 (4 d'abril)
- Bersuit
- La Vela Puerca
- Intoxicados
- Mancha de Rolando
- Marea

## Dia 3 (5 d'abril)
- Los Piojos
- Las Pelotas
- No Te Va Gustar
- Los Ratones Paranoicos
- Guasones

## Dia 4 (6 d'abril)
- Divididos
- Catupecu Machu
- Black Rebel Motorcycle Club
- Massacre
- The Pinker Tones
- Estelares